# Succession (série de televisão)
Succession é uma série de televisão de comédia dramática norte-americana criada por Jesse Armstrong, transmitida originalmente pela HBO. A história conta a saga dos Roys, uma família americana de mídia global fictícia que não é apenas rica e poderosa, mas também magnificamente disfuncional. O programa explora a lealdade da família, os negócios internacionais e os perigos do poder no século XXI.
Estreada em 3 de junho de 2018 a série traz Logan Roy, o poderoso e durão patriarca da família Roy e chefe de um conglomerado internacional de mídia controlado pela família; Kendall Roy, filho mais velho do segundo casamento de Logan, atualmente presidente de divisão na empresa familiar e o aparente herdeiro; Roman Roy, o filho franco e divertido de Logan e o irmão mais novo de Kendall, que ainda está no conselho de administração da empresa, mas já não trabalha lá; Shiv Roy, filha de Logan, que faz parte do conselho de administração, mas não trabalha na firma e persegue uma carreira na política.
A série é estrelada por Hiam Abbass, Nicholas Braun, Brian Cox, Kieran Culkin, Peter Friedman, Natalie Gold, Matthew Macfadyen, Alan Ruck, Parker Sawyers, Sarah Snook, Jeremy Strong, Rob Yang, Dagmara Domińczyk, Arian Moayed e J. Smith-Cameron.
Em fevereiro de 2023, Jesse Armstrong, criador da série, revelou que a quarta temporada seria a última. Ele optou por fazer uma leva de episódios forte, concisa e potente, em vez de esticar a trama.
A quarta e última temporada estreou no dia 26 de março de 2023 simultaneamente na HBO e HBO Max.

## Elenco

### Principal
- Brian Cox como Logan Roy
- Jeremy Strong como Kendall
- Kieran Culkin como Roman Roy
- Sarah Snook como Siobhan "Shiv" Roy
- Nicholas Braun como Greg Hirsch
- Matthew Macfadyen como Tom Wambsgans
- Alan Ruck como Connor Roy
- Hiam Abbass como Marcia Roy
- Peter Friedman como Frank Vernon
- Natalie Gold como Rava Roy (temporadas 1 e 3)
- Rob Yang como Lawrence Yee (temporadas 1 e 2)
- Dagmara Domińczyk como Karolina Novotney (segunda temporada – presente, recorrente primeira temporada)
- Arian Moayed como Stewy Hosseini (segunda temporada – presente, recorrente primeira temporada)
- J. Smith-Cameron como Gerri Kellman (segunda temporada – presente, recorrente primeira temporada)
- Justine Lupe como Willa Ferreyra (terceira temporada, recorrente temporadas 1-2)[9]
- David Rasche como Karl Muller (terceira temporada, recorrente temporadas 1-2)
- Fisher Stevens como Hugo Baker (terceira temporada, recorrente temporada 2)
- Annabelle Dexter-Jones como Naomi Pierce (temporadas 1 a 3)

### Recorrente
- Scott Nicholson
- David Rasche
- Ashley Zukerman
- Juliana Canfield
- Peggy J. Scott
- Judy Reyes
- Eric Bogosian
- Swayam Bhatia
- Quentin Morales
- Molly Griggs
- Larry Pine
- Caitlin FitzGerald
- Mary Birdsong
- Jake Choi
- Eisa Davis
- James Cromwell
- Harriet Walter
- Jack Gilpin
- Kristin Griffith
- Holly Hunter

### Convidado
- Mark Blum
- Annika Boras
- David Patrick Kelly
- Griffin Dunne

## Episódios
| Temporada | Temporada | Episódios | Episódios | Originalmente exibido | Originalmente exibido  |
| Temporada | Temporada | Episódios | Episódios | Estreia da temporada  | Final da temporada     |
| --------- | --------- | --------- | --------- | --------------------- | ---------------------- |
|           | 1         | 10        | 10        | 3 de junho de 2018    | 5 de agosto de 2018    |
|           | 2         | 10        | 10        | 11 de agosto de 2019  | 13 de outubro de 2019  |
|           | 3         | 9         | 9         | 17 de outubro de 2021 | 12 de dezembro de 2021 |
|           | 4         | 10        | 10        | 26 de março de 2023   | 28 de maio de 2023     |

### 1.ª temporada (2018)
| N.º na série | N.º na temp. | Título original                 | Dirigido por   | Escrito por           | Exibição original   | Audiência (milhões) |
| ------------ | ------------ | ------------------------------- | -------------- | --------------------- | ------------------- | ------------------- |
| 1            | 1            | "Celebration"                   | Adam McKay     | Jesse Armstrong       | 3 de junho de 2018  | 0,582               |
| 2            | 2            | "Shit Show at the Fuck Factory" | Mark Mylod     | Tony Roche            | 10 de junho de 2018 | 0,491               |
| 3            | 3            | "Lifeboats"                     | Mark Mylod     | Jonathan Glatzer      | maio de 2018        | 0,605               |
| 4            | 4            | "Sad Sack Wasp Trap"            | Adam Arkin     | Anna Jordan           | 24 de junho de 2018 | 0,543               |
| 5            | 5            | "I Want to Market"              | Adam Arkin     | Georgia Pritchett     | 1 de julho de 2018  | 0,583               |
| 6            | 6            | "Which Side Are You On?"        | Andrij Parekh  | Susan Soon He Stanton | 8 de julho de 2018  | 0,673               |
| 7            | 7            | "Austerlitz"                    | Miguel Arteta  | Lucy Prebble          | 15 de julho de 2018 | 0,626               |
| 8            | 8            | "Prague"                        | S. J. Clarkson | Jon Brown             | 22 de julho de 2018 | 0,637               |
| 9            | 9            | "Pre-Nuptial"                   | Mark Mylod     | Jesse Armstrong       | 29 de julho de 2018 | 0,558               |
| 10           | 10           | "Nobody Is Ever Missing"        | Mark Mylod     | Jesse Armstrong       | 5 de agosto de 2018 | 0,730               |

### 2.ª temporada (2019)
| N.º na série | N.º na temp. | Título original         | Dirigido por                           | Escrito por           | Exibição original      | Audiência (milhões) |
| ------------ | ------------ | ----------------------- | -------------------------------------- | --------------------- | ---------------------- | ------------------- |
| 11           | 1            | "The Summer Palace"     | Mark Mylod                             | Jesse Armstrong       | 11 de agosto de 2019   | 0,612               |
| 12           | 2            | "Vaulter"               | Andrij Parekh                          | Jon Brown             | 18 de agosto de 2019   | 0,603               |
| 13           | 3            | "Hunting"               | Andrij Parekh                          | Tony Roche            | 25 de agosto de 2019   | 0,607               |
| 14           | 4            | "Safe Room"             | Shari Springer Berman & Robert Pulcini | Georgia Pritchett     | 1 de setembro de 2019  | 0,577               |
| 15           | 5            | "Tern Haven"            | Mark Mylod                             | Will Tracy            | 8 de setembro de 2019  | 0,507               |
| 16           | 6            | "Argestes"              | Matt Shakman                           | Susan Soon He Stanton | 15 de setembro de 2019 | 0,610               |
| 17           | 7            | "Return"                | Becky Martin                           | Jonathan Glatzer      | 22 de setembro de 2019 | 0,508               |
| 18           | 8            | "Dundee"                | Kevin Bray                             | Mary Laws             | 29 de setembro de 2019 | 0,579               |
| 19           | 9            | "DC"                    | Mark Mylod                             | Jesse Armstrong       | 6 de junho de 2019     | 0,705               |
| 20           | 10           | "This Is Not for Tears" | Mark Mylod                             | Jesse Armstrong       | 13 de outubro de 2019  | 0,660               |

### 3.ª temporada (2021)
| N.º na série | N.º na temp. | Título original             | Dirigido por                           | Escrito por                        | Exibição original      | Audiência (milhões) |
| ------------ | ------------ | --------------------------- | -------------------------------------- | ---------------------------------- | ---------------------- | ------------------- |
| 21           | 1            | "Secession"                 | Mark Mylod                             | Jesse Armstrong                    | 17 de outubro de 2021  | 0,564               |
| 22           | 2            | "Mass in Time of War"       | Mark Mylod                             | Jesse Armstrong                    | 24 de outubro de 2021  | ASD                 |
| 23           | 3            | "The Disruption"            | Cathy Yan                              | Ted Cohen & Georgia Pritchett      | 31 de outubro de 2021  | ASD                 |
| 24           | 4            | "Lion in the Meadow"        | Robert Pulcini & Shari Springer Berman | Jon Brown                          | 7 de novembro de 2021  | ASD                 |
| 25           | 5            | "Retired Janitors of Idaho" | Kevin Bray                             | Tony Roche & Susan Soon He Stanton | 14 de novembro de 2021 | ASD                 |
| 26           | 6            | "Going for What It Takes"   | Andrij Parekh                          | Will Tracy                         | 21 de novembro de 2021 | ASD                 |
| 27           | 7            | "Too Much Birthday"         | Lorene Scafaria                        | Georgia Pritchett & Tony Roche     | 28 de novembro de 2021 | ASD                 |
| 28           | 8            | "Chiantishire"              | Mark Mylod                             | Jesse Armstrong                    | 5 de dezembro de 2021  | ASD                 |
| 29           | 9            | "All the Bells Say"         | Mark Mylod                             | Jesse Armstrong                    | 12 de dezembro de 2021 | ASD                 |

### 4.ª temporada (2023)
| N.º na série | N.º na temp. | Título original                  | Dirigido por | Escrito por                        | Exibição original   | Audiência (milhões) |
| ------------ | ------------ | -------------------------------- | ------------ | ---------------------------------- | ------------------- | ------------------- |
| 30           | 1            | "The Munsters"                   | Mark Mylod   | Jesse Armstrong                    | 26 de março de 2023 | ASD                 |
| 31           | 2            | "Rehearsal"                      | Becky Martin | Tony Roche & Susan Soon He Stanton | 2 de abril de 2023  | ASD                 |
| 32           | 3            | "Connor's Wedding"               | ASA          | ASA                                | 9 de abril de 2023  | ASD                 |
| 33           | 4            | "Honeymoon States"               | ASA          | ASA                                | 16 de abril de 2023 | ASD                 |
| 34           | 5            | "Kill List"                      | ASA          | ASA                                | 23 de abril de 2023 | ASD                 |
| 35           | 6            | "Living+"                        | ASA          | ASA                                | 30 de abril de 2023 | ASD                 |
| 36           | 7            | "Tailgate Party"                 | ASA          | ASA                                | 7 de maio de 2023   | ASD                 |
| 37           | 8            | "America Decides"                | ASA          | ASA                                | 14 de maio de 2023  | ASD                 |
| 38           | 9            | "Church and State"               | ASA          | ASA                                | 21 de maio de 2023  | ASD                 |
| 39           | 10           | "With Open Eyes - SERIES FINALE" | ASA          | ASA                                | 28 de maio de 2023  | ASD                 |

## Recepção crítica
No agregador de avaliações Rotten Tomatoes, a primeira temporada conta com aprovação de 87% e média de 7,83/10 com base em 76 críticas. No Metacritic, contém uma nota de 70 de 100 com base em 29 críticas, que indicam "análises geralmente favoráveis".
Assim como a primeira, a segunda temporada recebeu aclamação crítica. No agregador de avaliações Rotten Tomatoes, a primeira temporada conta com aprovação de 100% e média de 9,14/10 com base em 38 críticas. No Metacritic, contém uma nota de 88 de 100 com base em 13 críticas, que indicam "aclamação universal".
Ao todo, a série conquistou 19 prêmios Emmy, incluindo três estatuetas de Melhor Série Dramática, dois prêmios de Melhor Ator Coadjuvante em Série Dramática para Matthew Macfadyen, Melhor Ator em Série Dramática para Jeremy Strong e Kieran Culkin, e Melhor Atriz em Série Dramática para Sarah Snook.

### Prêmios e Indicações
| Ano         | Prêmio                                                         | Categoria                                                                             | Nomeado(s) | Resultado | Ref.                 |
| ----------- | -------------------------------------------------------------- | ------------------------------------------------------------------------------------- | --- | --------- | -------------------- |
| Temporada 1 |                                                                |                                                                                       | |           |                      |
| 2018        | American Film Institute Awards (Instituto Americano de Cinema) | Top 10 TV Programs of the Year (Os 10 melhores programas de TV do ano)                | Succession | Venceu    | [ 35 ]               |
| 2019        | Globo de Ouro                                                  | Melhor ator coadjuvante - série, minissérie ou filme para televisão                   | Kieran Culkin | Indicado  | [ 36 ]               |
| 2019        | Critics' Choice Television Awards (Escolha da Critica)         | Melhor série de Drama                                                                 | Succession | Indicado  | [ 37 ]               |
| 2019        | Critics' Choice Television Awards (Escolha da Critica)         | Melhor ator coadjuvante em uma Série de Drama                                         | Matthew Macfadyen | Indicado  | [ 37 ]               |
| 2019        | Directors Guild of America Awards (Sindicato dos Diretores)    | Realização extraordinária de direção em séries dramáticas                             | Adam McKay (para "Celebration") | Venceu    | [ 38 ]               |
| 2019        | Writers Guild of America Awards (Sindicato dos Roteristas)     | Televisão: Série Dramatica                                                            | Jesse Armstrong, Simon Blackwell, Jon Brown, Jonathan Glatzer, Anna Jordan, Lucy Prebble, Georgia Pritchett, Tony Roche, Susan Soon He Stanton and Daniel Zelman                                                                         | Indicado  | [ 39 ]               |
| 2019        | Writers Guild of America Awards (Sindicato dos Roteristas)     | Televisão: Nova Série                                                                 | Jesse Armstrong, Simon Blackwell, Jon Brown, Jonathan Glatzer, Anna Jordan, Lucy Prebble, Georgia Pritchett, Tony Roche, Susan Soon He Stanton and Daniel Zelman                                                                         | Indicado  | [ 39 ]               |
| 2019        | Satellite Awards                                               | Melhor série de televisão - Drama                                                     | Succession | Indicado  | [ 40 ] [ 41 ]        |
| 2019        | BAFTA TV Awards                                                | Melhor Programa Internacional                                                         | Succession | Venceu    | [ 42 ]               |
| 2019        | Shorty Awards                                                  | Melhor Série de Televisão                                                             | Succession | Indicado  | [ 43 ]               |
| 2019        | Television Critics Association Awards                          | Conquista Notavel no Drama                                                            | Succession | Indicado  | [ 44 ]               |
| 2019        | Television Critics Association Awards                          | Melhor Programa Estreante                                                             | Succession | Indicado  | [ 44 ]               |
| 2019        | Primetime Emmy Awards (Primetime Creative Arts Emmy Awards)    | Outstanding Drama Series Melhor Série Dramatica                                       | Jesse Armstrong, Adam McKay, Will Ferrell, Frank Rich, Kevin Messick, Mark Mylod, Jane Tranter, Tony Roche, Lucy Prebble, Georgia Pritchett, Jonathan Glatzer, Jon Brown, Dara Schnapper and Jonathan Filley                             | Indicado  | [ 45 ] [ 46 ]        |
| 2019        | Primetime Emmy Awards (Primetime Creative Arts Emmy Awards)    | Melhor Roteiro em Série Dramatica                                                     | Jesse Armstrong (para "Nobody Is Ever Missing") | Venceu    | [ 45 ] [ 46 ]        |
| 2019        | Primetime Emmy Awards (Primetime Creative Arts Emmy Awards)    | Melhor Diretor em Série Dramatica                                                     | Adam McKay (para "Celebration") | Indicado  | [ 45 ] [ 46 ]        |
| 2019        | Primetime Emmy Awards (Primetime Creative Arts Emmy Awards)    | Melhor Elenco em Série Dramatica                                                      | Douglas Aibel, Henry Russell Bergstein and Francine Maisler | Indicado  | [ 45 ] [ 46 ]        |
| 2019        | Primetime Emmy Awards (Primetime Creative Arts Emmy Awards)    | Melhor Tema Musical Original                                                          | Nicholas Britell | Venceu    | [ 45 ] [ 46 ]        |
| 2020        | Casting Society of America                                     | Piloto de Televisão e Primeira Temporada - Drama                                      | Francine Maisler, Douglas Aibel and Henry Russell Bergstein | Indicado  | [ 47 ]               |
| Temporada 2 |                                                                |                                                                                       | |           |                      |
| 2020        | Globo de Ouro                                                  | Best Television Series – Drama                                                        | Succession | Venceu    | [ 48 ]               |
| 2020        | Globo de Ouro                                                  | Best Actor – Television Series Drama                                                  | Brian Cox | Venceu    | [ 48 ]               |
| 2020        | Globo de Ouro                                                  | Best Supporting Actor – Series, Miniseries or Television Film                         | Kieran Culkin | Indicado  | [ 48 ]               |
| 2020        | Society of Composers & Lyricists Awards                        | Outstanding Original Score for a Television or Streaming Production                   | Nicholas Britell | Indicado  | [ 49 ]               |
| 2020        | Critics' Choice Television Awards                              | Best Drama Series                                                                     | Succession | Venceu    | [ 50 ]               |
| 2020        | Critics' Choice Television Awards                              | Best Actor in a Drama Series                                                          | Jeremy Strong | Venceu    | [ 50 ]               |
| 2020        | Critics' Choice Television Awards                              | Best Actress in a Drama Series                                                        | Sarah Snook | Indicado  | [ 50 ]               |
| 2020        | Producers Guild of America Awards                              | Outstanding Producer of Episodic Television – Drama                                   | Jesse Armstrong, Adam McKay, Frank Rich, Kevin Messick, Mark Mylod, Jane Tranter, Tony Roche, Scott Ferguson, Jon Brown, Georgia Pritchett, Will Tracy, Jonathan Glatzer, Dara Schnapper and Gabrielle Mahon                             | Venceu    | [ 51 ]               |
| 2020        | Directors Guild of America Awards                              | Outstanding Directorial Achievement in Dramatic Series                                | Mark Mylod (para "This Is Not for Tears") | Indicado  | [ 52 ]               |
| 2020        | Writers Guild of America Awards                                | Television: Dramatic Series                                                           | Jesse Armstrong, Alice Birch, Jon Brown, Jonathan Glatzer, Cord Jefferson, Mary Laws, Lucy Prebble, Georgia Pritchett, Tony Roche, Gary Shteyngart, Susan Soon He Stanton and Will Tracy                                                 | Venceu    | [ 53 ]               |
| 2020        | Writers Guild of America Awards                                | Television: Episodic Drama                                                            | Will Tracy (para "Tern Haven") | Venceu    | [ 53 ]               |
| 2020        | Satellite Awards                                               | Best Television Series – Drama                                                        | Succession | Venceu    | [ 54 ]               |
| 2020        | Satellite Awards                                               | Best Actor in a Drama / Genre Series                                                  | Brian Cox | Indicado  | [ 54 ]               |
| 2020        | Satellite Awards                                               | Best Supporting Actor in a Series, Miniseries or TV Film                              | Jeremy Strong | Venceu    | [ 54 ]               |
| 2020        | Peabody Awards                                                 | Entertainment                                                                         | Succession | Venceu    | [ 55 ]               |
| 2020        | BAFTA TV Awards (BAFTA TV Craft Awards)                        | Best International Programme                                                          | Succession | Indicado  | [ 56 ]               |
| 2020        | BAFTA TV Awards (BAFTA TV Craft Awards)                        | Best Writer, Drama                                                                    | Jesse Armstrong | Venceu    | [ 56 ]               |
| 2020        | Television Critics Association Awards                          | Program of the Year                                                                   | Succession | Indicado  | [ 57 ]               |
| 2020        | Television Critics Association Awards                          | Outstanding Achievement in Drama                                                      | Succession | Venceu    | [ 57 ]               |
| 2020        | Television Critics Association Awards                          | Individual Achievement in Drama                                                       | Jeremy Strong | Indicado  | [ 57 ]               |
| 2020        | Primetime Emmy Awards (Primetime Creative Arts Emmy Awards)    | Outstanding Drama Series                                                              | Jesse Armstrong, Adam McKay, Will Ferrell, Frank Rich, Kevin Messick, Mark Mylod, Jane Tranter, Tony Roche, Scott Ferguson, Jon Brown, Georgia Pritchett, Jonathan Glatzer, Will Tracy, Dara Schnapper, Gabrielle Mahon and Lucy Prebble | Venceu    | [ 58 ] [ 59 ] [ 60 ] |
| 2020        | Primetime Emmy Awards (Primetime Creative Arts Emmy Awards)    | Outstanding Lead Actor In a Drama Series                                              | Brian Cox (para "Hunting") | Indicado  | [ 58 ] [ 59 ] [ 60 ] |
| 2020        | Primetime Emmy Awards (Primetime Creative Arts Emmy Awards)    | Outstanding Lead Actor In a Drama Series                                              | Jeremy Strong (para "This Is Not for Tears") | Venceu    | [ 58 ] [ 59 ] [ 60 ] |
| 2020        | Primetime Emmy Awards (Primetime Creative Arts Emmy Awards)    | Outstanding Supporting Actor in a Drama Series                                        | Nicholas Braun (para "This Is Not for Tears") | Indicado  | [ 58 ] [ 59 ] [ 60 ] |
| 2020        | Primetime Emmy Awards (Primetime Creative Arts Emmy Awards)    | Outstanding Supporting Actor in a Drama Series                                        | Kieran Culkin (para "Tern Haven") | Indicado  | [ 58 ] [ 59 ] [ 60 ] |
| 2020        | Primetime Emmy Awards (Primetime Creative Arts Emmy Awards)    | Outstanding Supporting Actor in a Drama Series                                        | Matthew Macfadyen (para "This Is Not for Tears") | Indicado  | [ 58 ] [ 59 ] [ 60 ] |
| 2020        | Primetime Emmy Awards (Primetime Creative Arts Emmy Awards)    | Outstanding Supporting Actress in a Drama Series                                      | Sarah Snook (para "The Summer Palace") | Indicado  | [ 58 ] [ 59 ] [ 60 ] |
| 2020        | Primetime Emmy Awards (Primetime Creative Arts Emmy Awards)    | Outstanding Writing for a Drama Series                                                | Jesse Armstrong (para "This Is Not for Tears") | Venceu    | [ 58 ] [ 59 ] [ 60 ] |
| 2020        | Primetime Emmy Awards (Primetime Creative Arts Emmy Awards)    | Outstanding Directing for a Drama Series                                              | Mark Mylod (para "This Is Not for Tears") | Indicado  | [ 58 ] [ 59 ] [ 60 ] |
| 2020        | Primetime Emmy Awards (Primetime Creative Arts Emmy Awards)    | Outstanding Directing for a Drama Series                                              | Andrij Parekh (para "Hunting") | Venceu    | [ 58 ] [ 59 ] [ 60 ] |
| 2020        | Primetime Emmy Awards (Primetime Creative Arts Emmy Awards)    | Outstanding Guest Actor in a Drama Series                                             | James Cromwell (para "Dundee") | Indicado  | [ 58 ] [ 59 ] [ 60 ] |
| 2020        | Primetime Emmy Awards (Primetime Creative Arts Emmy Awards)    | Outstanding Guest Actress in a Drama Series                                           | Cherry Jones (para "Tern Haven") | Venceu    | [ 58 ] [ 59 ] [ 60 ] |
| 2020        | Primetime Emmy Awards (Primetime Creative Arts Emmy Awards)    | Outstanding Guest Actress in a Drama Series                                           | Harriet Walter (para "Return") | Indicado  | [ 58 ] [ 59 ] [ 60 ] |
| 2020        | Primetime Emmy Awards (Primetime Creative Arts Emmy Awards)    | Outstanding Casting for a Drama Series                                                | Avy Kaufman | Venceu    | [ 58 ] [ 59 ] [ 60 ] |
| 2020        | Primetime Emmy Awards (Primetime Creative Arts Emmy Awards)    | Outstanding Music Composition for a Series (Original Dramatic Score)                  | Nicholas Britell (para "This Is Not for Tears") | Indicado  | [ 58 ] [ 59 ] [ 60 ] |
| 2020        | Primetime Emmy Awards (Primetime Creative Arts Emmy Awards)    | Outstanding Single-Camera Picture Editing for a Drama Series                          | Ken Eluto (para "DC") | Indicado  | [ 58 ] [ 59 ] [ 60 ] |
| 2020        | Primetime Emmy Awards (Primetime Creative Arts Emmy Awards)    | Outstanding Single-Camera Picture Editing for a Drama Series                          | Bill Henry and Venya Bruk (para "This Is Not for Tears") | Venceu    | [ 58 ] [ 59 ] [ 60 ] |
| 2020        | Primetime Emmy Awards (Primetime Creative Arts Emmy Awards)    | Outstanding Production Design for a Narrative Contemporary Program (One Hour or More) | Stephen H. Carter, Carmen Cardenas, George DeTitta and Ana Buljan (para "This Is Not for Tears") | Indicado  | [ 58 ] [ 59 ] [ 60 ] |
| 2021        | Casting Society of America                                     | Television Series – Drama                                                             | Avy Kaufman | Venceu    | [ 61 ]               |